# Nueva Alejandría Curinga
Nueva Alejandría Curinga es una localidad peruana, capital de distrito de Soplin, provincia de Requena, al este del departamento de Loreto.

## Descripción
Nueva Alejandría Curinga es una localidad rural, aislada de las grandes urbes amazónicas. Es un baluarte amerindio, ya que es el hábitat del pueblo capanahua, un grupo nativo que se encuentra expandido por la cuenca del río Tapiche.